# Peucedanum carvifolia
Peucedanum carvifolia é uma espécie de planta com flor pertencente à família Apiaceae. 
A autoridade científica da espécie é Crantz ex Vill., tendo sido publicada em Prosp. Hist. Pl. Dauphiné 25. 1779.

## Portugal
Trata-se de uma espécie presente no território português, nomeadamente em Portugal Continental.
Em termos de naturalidade é nativa da região atrás indicada.

## Protecção
Não se encontra protegida por legislação portuguesa ou da Comunidade Europeia.